# Ileanta trochanterata
Ileanta trochanterata là một loài tò vò trong họ Ichneumonidae.